# Бутвиловичи (Дятловский район)
Бутви́ловичи (бел. Буцвілавічы) — деревня в Дворецком сельсовете Дятловского района Гродненской области Белоруссии. По переписи населения 2009 года в Бутвиловичах проживало 6 человек.

## География
Бутвиловичи расположены в 7 км к юго-востоку от Дятлово, 160 км от Гродно, 10 км от железнодорожной станции Новоельня.

## История
В 1878 году Бутвиловичи — деревня в Дворецкой волости Слонимского уезда Гродненской губернии (10 дворов).
Согласно переписи населения 1897 года в Бутвиловичах насчитывалось 15 домов, проживало 90 человек. В 1905 году — 97 жителей.
В 1921—1939 годах Бутвиловичи находились в составе межвоенной Польской Республики. В сентябре 1939 года Бутвиловичи вошли в состав БССР.
В 1996 году Бутвиловичи входили в состав колхоза имени К. Заслонова. В деревне насчитывалось 11 хозяйств, проживало 17 человек.